# 나발

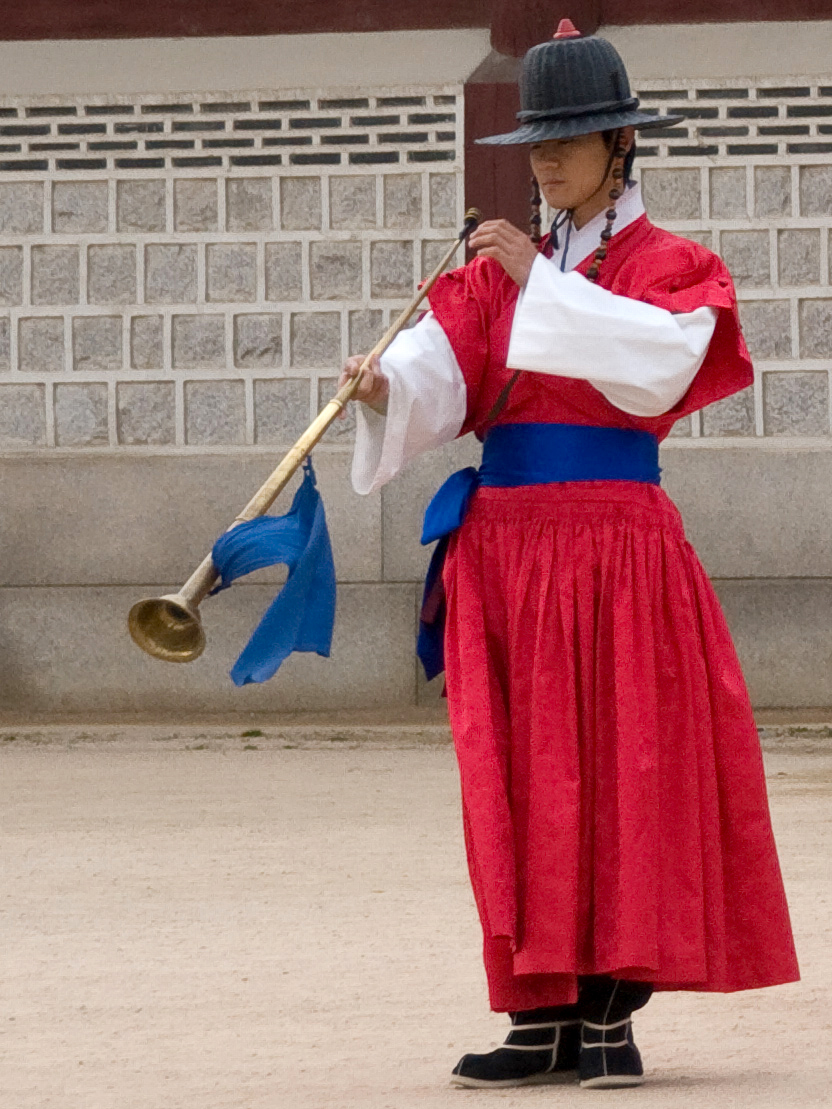
나발을 연주하는 사람

나발(喇叭)은 놋쇠로 만든 한국 전통 관악기로, 금부악기이다. 나발은 지공이 없어서 단음의 배음에 해당하는 간단한 몇 가지 소리가 나기도 하지만, 보통 낮은 음 하나만을 길게 뻗어낸다.

## 유래 및 역사
중국에서 예로부터 쓰여 온 악기로 한국에도 오래전부터 쓰여 왔는데, 언제부터 쓰기 시작했는지는 확실한 기록이 없다. 중국의 나팔(喇八)의 영향을 받았다고도 하며, 《악학궤범》에는 대각(大角)이란 이름으로 쓰여있다. 군대의 행진곡인 대취타, 신호용, 농악 등에 사용되었다.

## 특징 및 연주
취구(吹口) 쪽은 가늘며 끝부분으로 갈수록 굵어지는 원추형 악기로, 크고 긴 보속음을 낸다. 나발은 크게 나팔, 관, 취구의 세 부분으로 구분할 수 있으며, 원추형으로 된 관에 취구를 연결한 아주 간단한 구조의 악기이다.
긴 금속관에 입술을 대고 분다. 놋쇠로 된 가는 관으로 되었으며, 한쪽에는 입술을 대고 부는 취관(mouth piece)이 있고, 한쪽에는 김이 나가 소리가 울려 퍼지는 벌렁이(bell)가 달려 있다. 관은 셋으로 접을 수 있게 마디가 있다. 음은 대개 다(c)음을 쓰며, 배음은 잘 안쓰고 기음(基音)만 길게 지속한다.

## 같이 보기
- 한국 전통 악기